# Jonas Kilthau

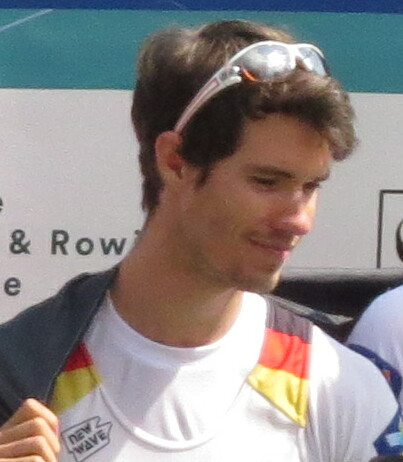
Jonas Kilthau bei der Siegerehrung der WM 2015

Jonas Kilthau (* 23. April 1991 in Frankfurt am Main) ist ein ehemaliger deutscher Leichtgewichts-Ruderer. Er gewann bei Weltmeisterschaften eine Gold- und eine Bronzemedaille. Bei Europameisterschaften erruderte er eine Bronzemedaille.

## Sportliche Karriere
Der 1,85 Meter große Jonas Kilthau begann bei der Frankfurter Ruder-Gesellschaft Oberrad und startete als Erwachsener für die Frankfurter Rudergesellschaft Germania 1869.
Bei den U23-Weltmeisterschaften 2012 und 2013 belegte Kilthau jeweils den fünften Platz mit dem Leichtgewichts-Vierer ohne Steuermann. Bei den Weltmeisterschaften 2014 in Amstelveen siegte er mit dem Leichtgewichts-Achter mit zweieinhalb Sekunden Vorsprung vor den Italienern. 2015 ruderte er bei den Europameisterschaften in Posen zusammen mit Sven Keßler im Leichtgewichts-Zweier ohne Steuermann. Die beiden wurden Dritte mit sechs Sekunden Rückstand auf die Briten und die Franzosen und 0,27 Sekunden Vorsprung auf die viertplatzierten Spanier. Drei Monate später bei den Weltmeisterschaften auf dem Lac d’Aiguebelette trat Kilthau mit Matthias Arnold an. Fünf Sekunden hinter den Briten und zweieinhalb Sekunden hinter den Franzosen erkämpften die beiden die Bronzemedaille mit einer halben Sekunde Vorsprung vor dem italienischen Zweier. 
2014 wurde der Frankfurter Vierer ohne Steuermann und ohne Gewichtsbeschränkung deutscher Meister in der Besetzung Jonathan Koch, Sven Keßler, Jonas Kilthau und Sascha Robertson, wobei der zweite Platz an das zweite Boot des Vereins ging. 2015 verteidigten Koch, Keßler, Kilthau und Tobias Schad den Titel für die Rudergesellschaft, der zweite Vierer aus Frankfurt belegte diesmal den dritten Platz. 2018 gewann Kilthau den deutschen Meistertitel im Achter.
Kilthau studierte Wirtschaftswissenschaften und arbeitete später bei der Handwerkskammer Ulm.